# Драге (Нижня Саксонія)
Драге (нім. Drage) — громада в Німеччині, розташована в землі Нижня Саксонія. Входить до складу району Гарбург. Складова частина об'єднання громад Ельбмарш.
Площа — 30,28 км2. Населення становить 4237 ос. (станом на 31 грудня 2021).